# Harmoni (Lettland)
Socialdemokratiska partiet Harmoni, lettiska: Sociāldemokrātiskā Partija "Saskaņa" (SDPS) är ett socialdemokratiskt parti i Lettland, bildat den 10 februari 2010. Partiledaren Nils Ušakovs är den nuvarande borgmästaren i Riga. Partiet är observatör i Europeiska socialdemokratiska partiet och partiets ledamöter i Europaparlamentet ingår i Gruppen Progressiva förbundet av socialdemokrater i Europaparlamentet.
Fram till 2014 var partiet den största delen av den politiska alliansen Harmonicenter.
Trots att Harmoni varit det största partiet i många år har de andra partierna tagit avstånd från samarbete med det eftersom Harmoni anses har för nära samröre med Rysslands maktparti Enade Ryssland. Partiet har starkast stöd i östra Lettland i Lettgallen som har stor ryskspråkig minoritet.